# Isla Almagre Chico
Isla Almagre Chico är en ö i Mexiko. Den hör till kommunen Guaymas i delstaten Sonora, i den nordvästra delen av landet. Den ligger långt in i viken Bahía Guaymas nära staden Guaymas tillsammans med den större ön Alma Grande och öarna Isla La Batea, Isla San Vicente, Isla Pájaros och Islas Mellizas.